# پردیتا (قمر)
پردیتا (انگلیسی: Perdita) یکی از ماه‌های داخلی اورانوس است که از بررسی تصاویر ویجر ۲‌ کشف شد. نام قبلی آن S/1986 U 10 و بعدتر Uranus XXV شد اما بر اساس یکی از شخصیت‌های نمایشنامه حکایت زمستان از شکسپیر پردیتا نامگذاری شد.